# 民族紛争
民族紛争（みんぞくふんそう、Ethnic war、ethnic conflict）とは、民族が異なるとする人々の間で起こる紛争のことをいう。複数の民族間の武力抗争、少数民族の政治化した紛争、分割統治や複数国家に分離させられた民族間の対立などがある。
民族間対立が引き金となって起こるとされるが、その発生要因には民族間における政治や経済、歴史、宗教やイデオロギー的な対立などの多様な背景があり、本来は同じ民族であるが、対立する組織を味方の組織と区別するために、民族という区別を持って紛争を遂行することもある。
冷戦中から間接侵略を背景とする東西陣営の代理戦争も含めて世界各地で発生していたが、冷戦終結後も頻発している。戦時国際法で定められた通常の国家間の戦争以上にジェノサイドなどの戦争犯罪につながる可能性が高い。武力衝突やテロリズムにまで至らない対立した状態のこともいう場合がある。

## 世界の主な民族紛争
- 北アイルランド紛争：アイルランド人とイギリス人の対立。
- アフガニスタン紛争：パシュトゥーン人、タジク人、ハザーラ人、ウズベク人の対立とイスラム教シーア派・スンナ派の対立。
- アルジェリア内戦：政府系イスラム教徒と反政府系イスラム教徒の対立。
- カシミール紛争：インド・中国・パキスタンの三国が領有権を主張しあうことによる対立。
- カナダ・ケベック州独立問題：イギリス系住民とフランス系住民の対立。
- キプロス紛争：ギリシャ人とトルコ人の対立
- クルド人問題：トルコ、イラク、イランにおける少数派クルド人と各国の多数派住民の対立。
- スーダン内戦（第一次内戦、第二次内戦、ダルフール紛争）：スーダンの北部と南部の対立、ダルフール地方におけるアラブ系民族と非アラブ系民族の対立。
- スリランカ内戦：少数派タミル人の組織タミル・イーラム解放のトラ（LTTE）と多数派シンハラ人の多い政府の対立。
- ソマリア内戦：氏族と呼ばれる権力者間の対立。
- チェチェン紛争：ロシアからの独立とイスラム原理主義国家の建国を目論むチェチェン武装勢力との紛争。
- バスク問題：スペイン北西部のバスク人テロ組織（バスク祖国と自由（ETA））とスペイン中央政府の対立。
- ユーゴスラビア紛争：連邦からの独立に伴う紛争と連邦分解後の多数派住民と少数派住民の対立。
- ルワンダ内戦：フツ族とツチ族の対立。
- 中東戦争：ユダヤ人のイスラエルとアラブ人のパレスチナがエルサレムをめぐって対立。